# Ecorregión terrestre chaco occidental
La ecorregión terrestre chaco occidental (oficialmente: Chaco) (NT0210) es una georregión ecológica situada en las llanuras del centro de América del Sur. Se la incluye entre los bosques latifoliados secos tropicales y subtropicales del neotrópico de la ecozona Neotropical.

## Distribución
Se distribuye, en altitudes inferiores a los 500 m s. n. m., en el sudeste de Bolivia, en el oeste del Paraguay, y en el sector septentrional de la Argentina, en el este de Salta, este de Jujuy, este de Tucumán, este de Catamarca, casi todo Santiago del Estero, noroeste de Santa Fe, oeste del Chaco, y oeste de Formosa.

## Características geográficas
Relieve
El relieve de esta ecorregión se presenta como una llanura casi perfecta, prácticamente plana en su totalidad, con un muy leve incremento altitudinal desde el este hacia el oeste. Esta extrema horizontalidad presenta ocasionales interrupciones serranas. 
En las montañas que contienen a la ecorregión por el oeste, nacen y se alimentan las cuencas hidrográficas de sus grandes ríos: el Pilcomayo, el Bermejo, el Juramento, y el Dulce, que recorren la ecorregión sin recibir de ella algún aporte hídrico.
Suelos
Los suelos en estas llanuras se presentan profundos, compuestos por materiales finos de tipo loéssico, como resultado de los aportes eólicos, junto a los de origen aluvial y fluvial, vinculados al gran aporte de materiales provenientes del sector montañoso andino. Estos sedimentos externos fueron rellenando la gran fosa tectónica chaco-pampeana.
Los de la mitad norte son más o menos evolucionados, ricos en nutrientes minerales y de textura fina a media. Esto contrasta con los del centro y sudoeste donde predominan suelos arenosos con escaso contenido de materia orgánica.
En toda la región la salinidad está casi siempre presente en alguna capa o napa del suelo, y a veces se manifiesta desde la superficie generando, sectores ocupados por salinas.

## Características biológicas

### Flora
Fitogeográficamente, la vegetación de esta ecorregión corresponde al  distrito fitogeográfico chaqueño occidental, también llamado distrito fitogeográfico chaqueño semiárido, parte de la provincia fitogeográfica chaqueña.
Las especies arbóreas que lo definen son el quebracho colorado santiagueño (Schinopsis lorentzii), el quebracho blanco (Aspidosperma quebracho-blanco), el yuchán (Ceiba chodatii), el guayacán (Caesalpinia paraguariensis), el palo santo (Bulnesia sarmientoi), etc. Abundan el guaraniná (Brumelia obtusifolia), muchas especies del género de los algarrobos, como el algarrobo negro (Prosopis nigra), el algarrobo blanco (Prosopis alba), el itín (Prosopis kuntzei), y Prosopis torquata, algunas especies de cactáceas de porte arbóreo como el quimil (Opuntia quimilo), el ucle (Cereus validus), y el cardón (Stetsonia coryne), la palmera carandilla (Trithrinax schizophylla), varias especies de espinillos (Acacia caven, Acacia aroma), los garabatos (Acacia praecox y Acacia furcatispina), el molle (Schinus longifolius), el tala (Celtis ehrenbergiana), el chañar (Geoffroea decorticans), el coronillo (Scutia buxifolia), el sombra de toro (Jodina rhombifolia), el chal-chal (Allophylus edulis), el ñangapirí (Eugenia uniflora), Pisonia zapallo, el mistol (Zizyphus mistol), Ruprechtia triflora, Bulnesia bonariensis, el aguaribay (Schinus areira), y otras especies.

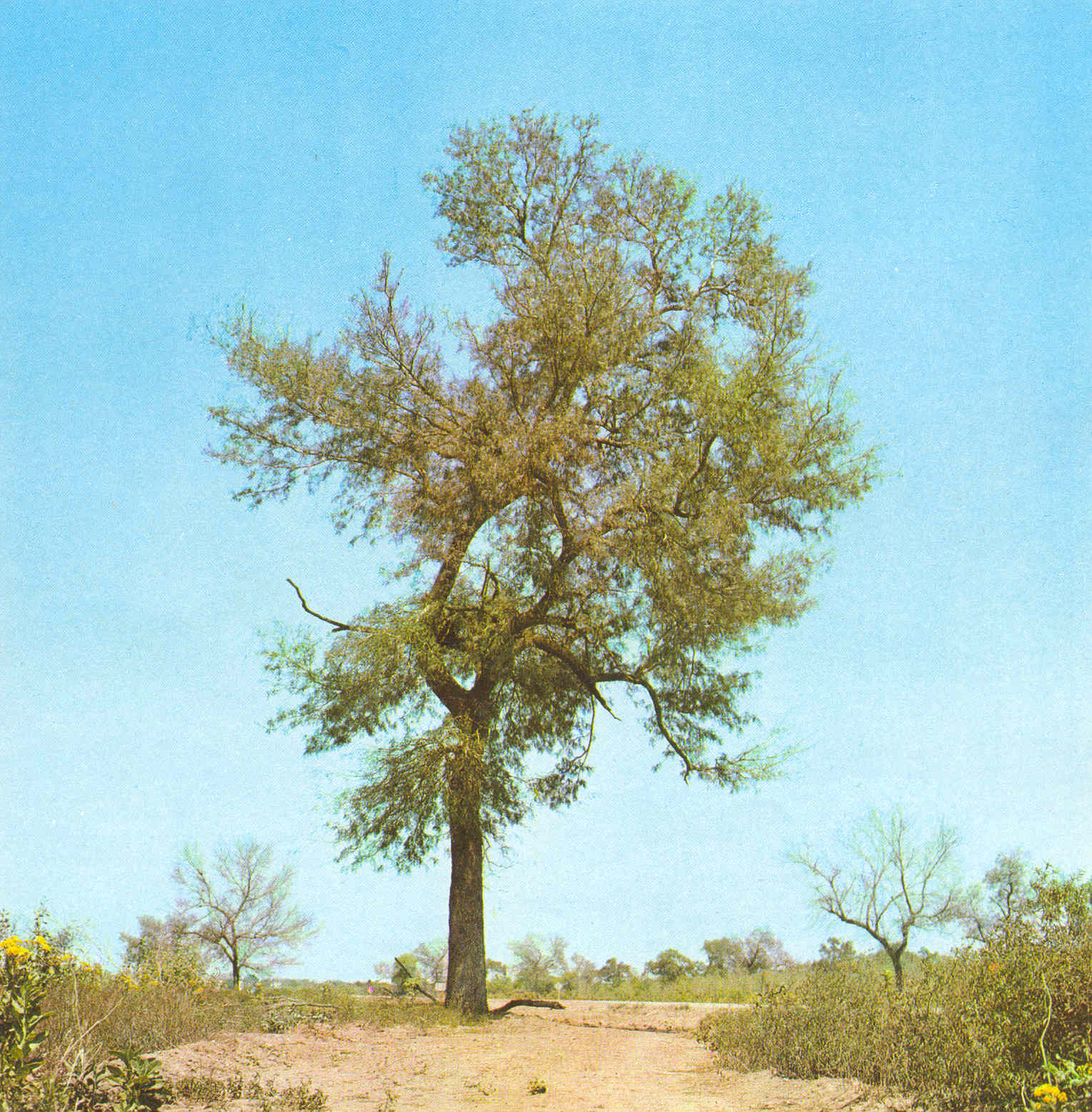
El quebracho colorado santiagueño, especie arbórea que define esta ecorregión.

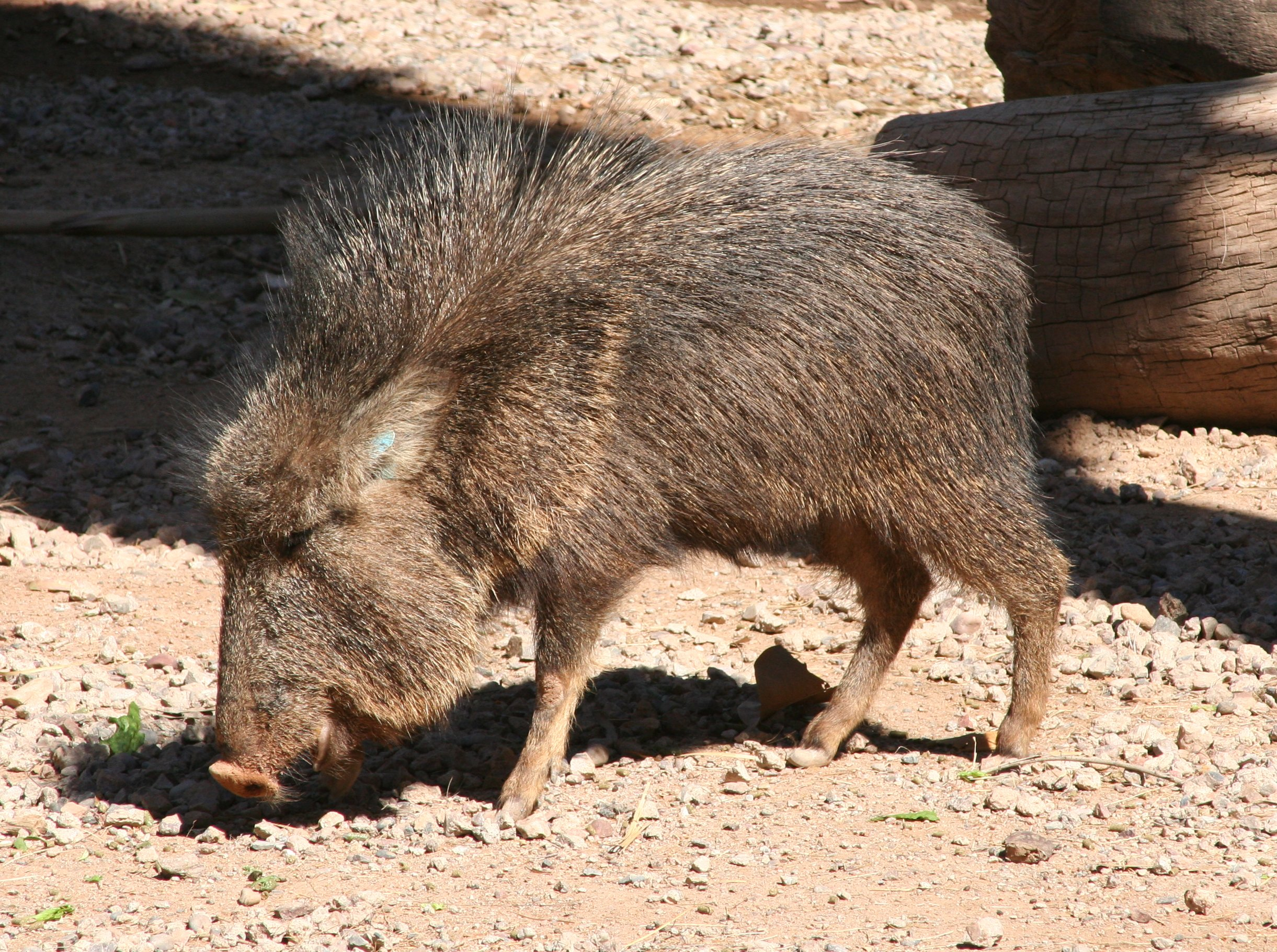
El pecarí chaqueño es una especie endémica de esta ecorregión.

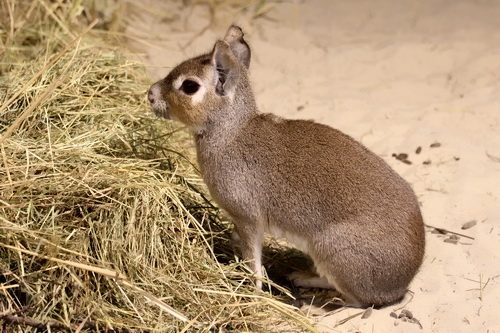
El conejo de los palos, es una especie endémica de esta ecorregión.

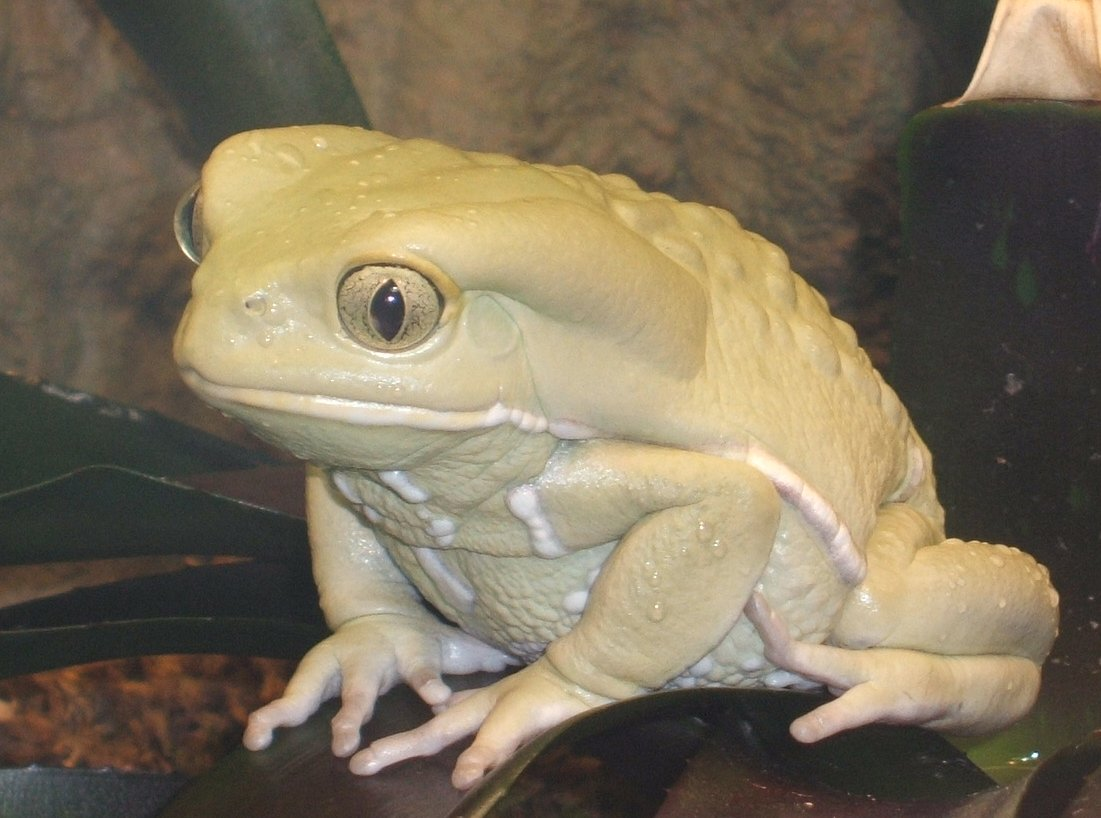
La rana mono encerada, es una especie de anfibio característica de esta ecorregión.

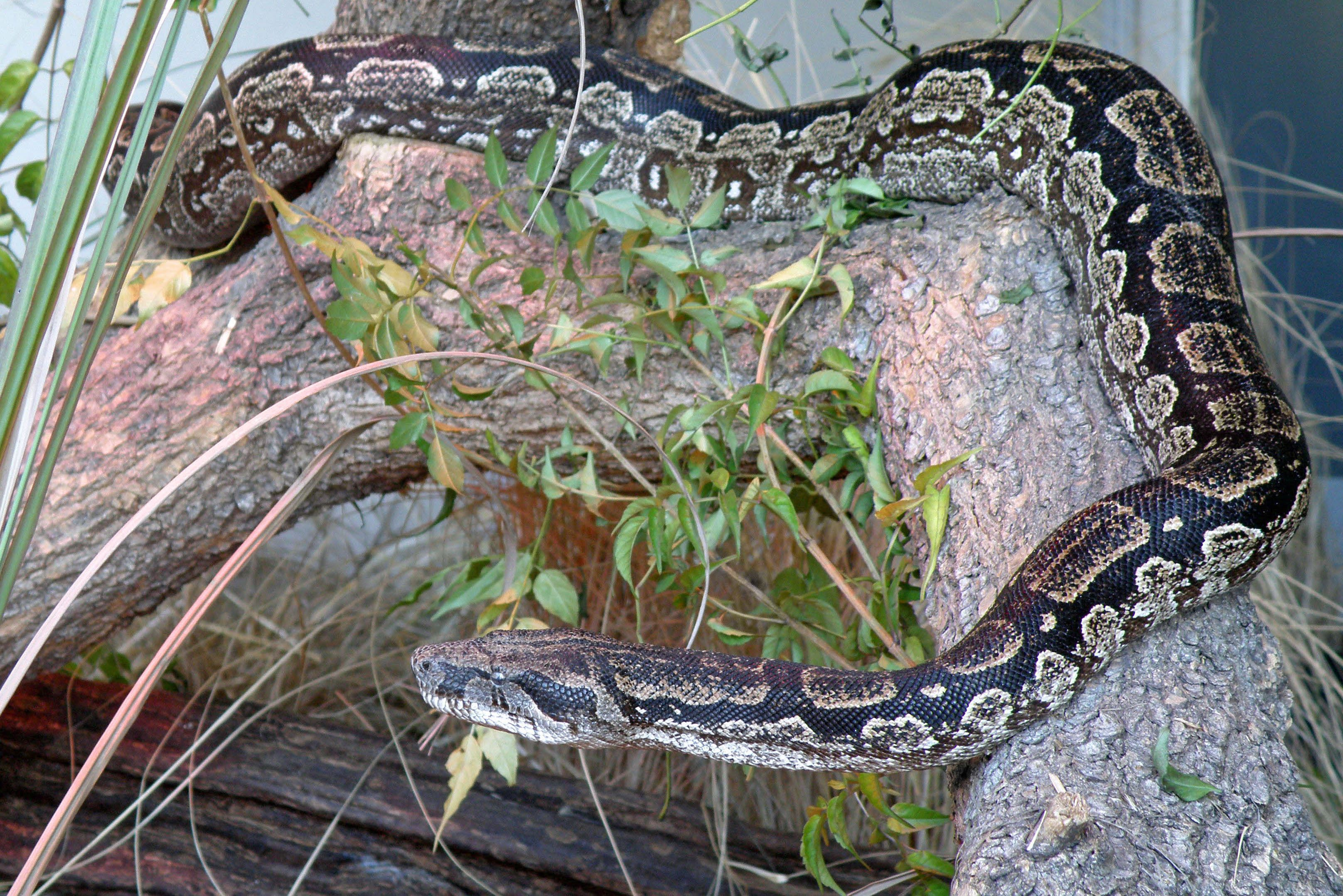
La lampalagua es un enorme ofidio característico de esta ecorregión.

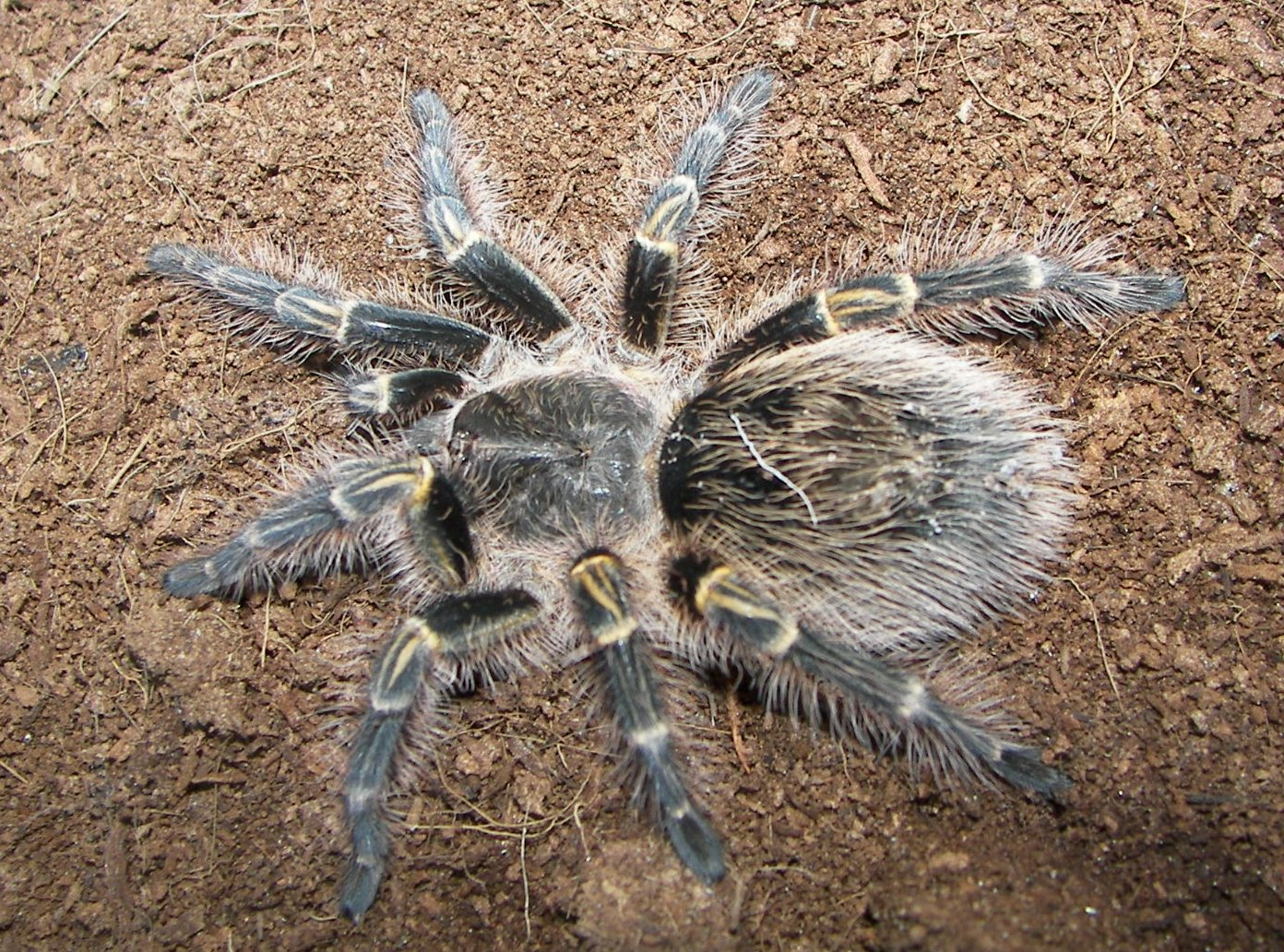
La enorme araña pollito chaqueña es un arácnido característico de esta ecorregión.

### Fauna
La ecorregión se destaca por su abundancia de especies de fauna mayor. Comparte muchas especies exclusivas con la ecorregión terrestre chaco árido.
Mamíferos
Se presentan numerosas especies de mamíferos; muchos de ellos están amenazados. Destacan: yaguareté austral, puma chaqueño, aguará-guazú, zorro pampa, zorro de monte, aguará-popé, zorrino de cola blanca, 3 especies de pecaríes (entre los que destaca el pecarí quimilero o chaqueño, una especie endémica de esta ecorregión), tapir chaqueño, corzuela parda, corzuela rojiza, oso hormiguero grande, oso melero, conejo tapetí, carpincho, conejo de los palos, vizcacha, tatú carreta, mataco bola, mulita,  vampiro común, etc.  
Aves
Entre sus especies de aves destacan algunas amenazadas, por ejemplo el águila coronada, el loro hablador chaqueño, el matico, el ñandú, la chuña de patas negras, la charata, la martineta chaqueña (endémica de esta ecorregión), etc.
Reptiles
Entre las especies de reptiles las más llamativas son las boas arcoíris y de las vizcacheras o lampalagua. También se encuentran peligrosos ofidios venenosos, como la víbora de cascabel, la yarará grande y la yarará chica.
Anfibios
Entre las especies de anfibios endémicas o características se encuentran, entre otras, la rana coralina de las vizcacheras, Phyllomedusa azurea, rana mono encerada, escuerzo chaqueño, escuerzo llanisto, etc.
Invertebrados
Entre los abundantes invertebrados llaman la atención los enormes hormigueros, con forma de pequeñas mesetas de consistencia dura, de medio metro de alto y varios metros de diámetro, de los que parten hacia todas las direcciones  innumerables caminos de hormigas. Entre los predadores destaca la enorme araña pollito chaqueña. Las flores son visitadas por las abejas del género Melipona, productoras de la denominada miel de palo.